# キンボシ (お笑いコンビ)
キンボシは、吉本興業東京本社に所属する日本のお笑いコンビ。東京NSC16期生。

## メンバー
- 西田 淳裕（にしだ あつひろ、1987年8月2日（38歳） - ）
ボケ・ネタ作り担当。立ち位置は左。
鹿児島県大島郡徳之島町出身。
実家は歯科医院。鹿児島県立鶴丸高等学校、早稲田大学商学部卒業。
大の相撲ファンであり、現役力士との交友もある[2]。『アメトーーク!』（テレビ朝日）の「相撲大好き芸人」にも出演した。
『クイズ!オンリー1』（TBSテレビ）においてやくみつるなどの相撲好き18人中1位に輝き、100万を獲得した。
『爆笑そっくりものまね紅白歌合戦スペシャル』（フジテレビ）において山下智久のものまねを披露し、毎回プチ炎上している。
2017年10月より地元鹿児島で『ぷらナビ+』（鹿児島放送）のメインMCとして土曜朝の顔となっている。
2018年9月にコレコレによるツイキャスで過去の芸能人との恋愛遍歴を一方的に暴露されるも、本人の電話出演の対応が面白かったことで逆に好感度が上がり、直後にSNSのフォロワーが2000人増加した。
- 有宗先生（ありむねせんせい、1984年3月19日（41歳） - ）
ツッコミ担当。立ち位置は右。
旧芸名は有宗 高志（ありむね たかし）[3]。2024年3月ごろ、現在の芸名に改名[4]。
岡山県岡山市出身。
福祉・保育の専門学校を卒業し、保育士の資格を取って2年間老人ホームで働いた後に、工場勤務を経てNSCに入った[5]。
倉敷高校時代に剣道で日本一になったことがある。
2024年12月に藤本友美（TEAM BANANA）と結婚したことを発表[6]。

## 賞レース戦績
- 2015年 M-1グランプリ 2回戦進出
- 2016年 M-1グランプリ 3回戦進出
- 2017年 M-1グランプリ 3回戦進出
- 2018年 M-1グランプリ 3回戦進出
- 2019年 M-1グランプリ 3回戦進出
- 2020年 M-1グランプリ 2回戦進出[7]
- 2021年 M-1グランプリ 準々決勝進出[7]
- 2022年 M-1グランプリ 準々決勝進出[7]
- 2023年 キングオブコント 準決勝進出（連合稽古として）
- 2023年 M-1グランプリ 準々決勝進出[7]
- 2024年 M-1グランプリ 準々決勝進出

## 出演

### テレビ
- さんまのまんま（2020年新春大売り出し！）ゲスト出演（フジテレビ）
- 芸人報道（日本テレビ)
- 明石家電視台 （毎日放送）
- 日曜日の初耳学（TBSテレビ）（初耳フリーク）
- ニノさん（日本テレビ)-6秒芸 優勝
- 細かすぎて伝わらないモノマネ選手権（フジテレビ）
- 水曜日のダウンタウン（TBSテレビ）
- こんなところにあるあるが。土曜・あるある晩餐会（テレビ朝日）
- プレミアの巣窟 （フジテレビ）
- 特盛!よしもと 今田・八光のおしゃべりジャングル（読売テレビ）
- アメトーーク! （テレビ朝日）「相撲大好き芸人」 - 西田のみ
- やりすぎ都市伝説 （テレビ東京）- 西田のみ
- 大相撲総選挙（テレビ朝日）
- クイズ!オンリー1（TBSテレビ）
- 爆笑そっくりものまね紅白歌合戦スペシャル * 西田のみ
- バイキングMORE（フジテレビ）火曜、相撲コメンテーター[8]
- ビビット（TBSテレビ）- 西田のみ
- 指原カイワイズ（フジテレビ）
- ゴゴスマ -GO GO!Smile!-（CBCテレビ） - 西田のみ
- せやねん!（毎日放送）- 西田のみ 相撲レギュラー
- ニュース シブ5時（NHK総合）- 西田のみ
- こんなところにあるあるが。土曜・あるある晩餐会（テレビ朝日）- 西田のみ
- 戦え!スポーツ内閣（毎日放送）
- 有田チルドレン（TBSテレビ）- 西田のみ
- ドリームクリエイター（テレビ東京）
- フカボリン（テレビ東京）
- 大相撲中継（NHK）
- 真夏のどぅっかんどぅっかんフェス（NHK）-準優勝
- 大相撲LIVE（2018年3月11日 - 、AbemaTV） - 前相撲から三段目までのゲスト解説（西田のみ）
- ぷらナビ+（鹿児島放送）-メインMC

### ラジオ
- マイナビ Laughter Night（TBSラジオ）- 2018年12月21日

### CM
- レイクALSA 「酒と泪と男と女」編（2022年12月15日 - ）[9]